# Steinkammerloser Long Cairn
Die steinkammerlosen Long Cairns bilden in Schottland und Nordengland eine Gruppe un- oder semi-megalithischer, monumentaler Grabhügel, die zur britischen Megalitharchitektur gezählt werden. Etwa 28 Longcairns in Nord- und 21 in Südschottland zeigen äußerlich keine Anhaltspunkte für eingebaute Steinkammern. Die Existenz hölzerner Kammern unter den Steinhügeln nachzuweisen war ohne Ausgrabung unmöglich. Die genaue Verteilung der Denkmälergruppe kann schwer ermittelt werden. Unter den Cairns sind drei bemerkenswert und zumindest teilweise ausgegraben:
- Dalladies[1] in Kincardineshire, mit Cup-and-Ring-Markierungen
- Slewcairn[2] in Wigtownshire.
- Lochhill[3] in Kirkcudbrightshire.

Alle haben schmale rechteckige Kammern, deren Positionen durch Holzpfosten markiert sind. Die beiden letzteren sind besonders interessant, weil zu einem späteren Zeitpunkt Steinkammern in die Hügel eingebaut wurden. Diese machen Verbindungen und Überschneidungen von Ideen sichtbar, die durch die Typenbildung nur angenommen werden können.
Die Untersuchung von Lochhill einem scheinbar kammerlosen Steinhügel ergab eine primäre Holzstruktur basierend auf drei großen Pfostengruben, mit einer flachen konkaven Exedra, die von Steinorthostaten gebildet wurde. Die Holzkonstruktion wurde niedergebrannt und ein trapezförmiger Cairn wurde, möglicherweise in zwei Stufen errichtet. Ein unkalibriertes 14C-Datum aus dem späten 4. Jahrtausend v. Chr. stammt vom Boden der Holzkonstruktion. Verbindungen zu Longbarrows im Süden und Osten auch mit England und mit den Clyde Tombs sind offensichtlich. Nur geringe Mengen von Leichenbrand konnten geborgen werden.
Ihre Existenz ist für die Architekturgeschichte Schottlands bedeutend. Der Norden ist ein Gebiet, wo primär Passage Tombs in Rundcairns vorkommen (der Orkney-Cromarty-Typ – OC). Mehrperiodische Anlagen wie Tulach an tSionnaich demonstrieren, dass beide Formen von denselben Gemeinschaften verwendet werden. Einige runde Cairns, wie die von Camster wurden durch Long cairns überbaut, so dass die Rundhügel hier die ältere Form darstellen. Viele kammerlose Steinhügel und jene mit Steinkammern haben konkave Vorhöfe, die an diejenigen erinnern, die Jahrhunderte zuvor in Holzbauweise (Haddenham und Street House) in Yorkshire gebaut wurden.